# خیرالدین‌کوی (مرزیفون)
خیرالدین‌کوی (به ترکی استانبولی: Hayrettinköy) یک منطقهٔ مسکونی در ترکیه است که در مرزیفون واقع شده‌است.